# ماهاجانابادا
ماهاجانابادا هي واحدة من الممالك الستة عشر أو الجمهوريات القلة التي كانت موجودة في الهند القديمة من القرن السادس قبل الميلاد إلى القرن الرابع قبل الميلاد مضاءة، ولفظ ماهاجانابادا يعني بالعربية عالم عظيم، حيث ماها تعني عظيم، وجانابادا تعني موطئ قدم قبيلة أو البلد، وتشير النصوص البوذية القديمة مثل أنغوتارا نيكايا بشكل متكرر إلى ستة عشر ممالك وجمهوريات عظيمة تطورت وازدهرت في حزام يمتد من غاندارا في الشمال الغربي إلى أنغا في الجزء الشرقي من شبه القارة الهندية قبل ظهور البوذية في الهند